# Black Roses (film, 1988)
Pour les articles homonymes, voir Black Roses.
 (mai 2023).
La mise en forme du texte ne suit pas les recommandations de Wikipédia : il faut le « wikifier ».
Les points d'amélioration suivants sont les cas les plus fréquents. Le détail des points à revoir est peut-être précisé sur la page de discussion.
- Les titres sont pré-formatés par le logiciel. Ils ne sont ni en capitales, ni en gras.
- Le texte ne doit pas être écrit en capitales (les noms de famille non plus), ni en gras, ni en italique, ni en « petit »…
- Le gras n'est utilisé que pour surligner le titre de l'article dans l'introduction, une seule fois.
- L'italique est rarement utilisé : mots en langue étrangère, titres d'œuvres, noms de bateaux, etc.
- Les citations ne sont pas en italique mais en corps de texte normal. Elles sont entourées par des guillemets français : « et ».
- Les listes à puces sont à éviter, des paragraphes rédigés étant largement préférés. Les tableaux sont à réserver à la présentation de données structurées (résultats, etc.).
- Les appels de note de bas de page (petits chiffres en exposant, introduits par l'outil «  Source ») sont à placer entre la fin de phrase et le point final[comme ça].
- Les liens internes (vers d'autres articles de Wikipédia) sont à choisir avec parcimonie. Créez des liens vers des articles approfondissant le sujet. Les termes génériques sans rapport avec le sujet sont à éviter, ainsi que les répétitions de liens vers un même terme.
- Les liens externes sont à placer uniquement dans une section « Liens externes », à la fin de l'article. Ces liens sont à choisir avec parcimonie suivant les règles définies. Si un lien sert de source à l'article, son insertion dans le texte est à faire par les notes de bas de page.
- La présentation des références doit suivre les conventions bibliographiques. Il est recommandé d'utiliser les modèles {{Ouvrage}}, {{Chapitre}}, {{Article}}, {{Lien web}} et/ou {{Bibliographie}}. Le mode d'édition visuel peut mettre en forme automatiquement les références.
- Insérer une infobox (cadre d'informations à droite) n'est pas obligatoire pour parachever la mise en page.

Pour une aide détaillée, merci de consulter Aide:Wikification.
Si vous pensez que ces points ont été résolus, vous pouvez retirer ce bandeau et améliorer la mise en forme d'un autre article.
Pour plus de détails, voir Fiche technique et Distribution.
Black Roses est un film d'horreur réalisé en 1988 par John Fasano, avec John Martin, Ken Swofford, Julie Adams et Carla Ferrigno. De nombreux groupes de l'époque figurent dans la bande originale du film, dont King Kobra, Tempest, Hallow's Eve et Lizzy Borden. La plupart des musiques du groupe Black Roses a été interprétée par les membres de King Kobra, avec Mark Free au chant et Carmine Appice à la batterie.

## Synopsis
Matthew Moorhouse est un professeur de collège à Mill Basin. 
Un groupe de heavy metal nommé Black Roses arrive dans la petite ville  pour se produire, lors de trois nuits à la salle de spectacle de Mill Basin. Initialement, les parents conservateurs de la ville sont rétissants. Leurs inquiétudes sont apaisées par l'apparence inoffensive du groupe alors que le maire et le comité assiste au début du premier concert. 
Cela ne plaît pas à Matthew, qui sent que le groupe a quelque chose de plus sinistre en tête.
Au fur et à mesure que les performances se poursuivent, les adolescents deviennent des meurtriers antisociaux. Leurs parents commencent également à mourir de diverses manières, certains étant assassinés et un dévoré par un tourne-disque ou par des monstres. 
L'étudiante préférée de Matthew, Julie, assassine son amie Priscilla. Effrayé par ce qui se passerait si la troisième représentation n'est pas interrompue, Matthew décide de brûler la salle de spectacle. Alors que le leader du groupe, Damian, se transforme en démon, Matthew réussit à mettre le feu à la scène, ce qui sort les adolescents de leur transe. 
Alors que le groupe semblait avoir brûlé avec la salle, Matthew et le maire de la ville découvrent à la télévision que non seulement Black Roses a survécu, mais qu'ils vont bientôt donner un grand concert à New York et prévoient une tournée européenne.

## Fiche technique
- Titre : Black Roses
- Réalisation : John Fasano
- Scénario : Cindy Cirile
- Musique : Elliot Solomon
- Photographie : Paul Mitchnick
- Montage : John Fasano, James Ruxin et Ray Van Doorn
- Production : John Fasano et Ray Van Doorn
- Société de production : Rayvan Productions et Shapiro-Glickenhaus Entertainment
- Société de distribution : Deal (France)
- Pays :  Canada
- Genre : Film musical et horreur
- Durée : 90 minutes
- Dates de sortie : 
  -  Japon : septembre 1988

## Distribution
- John Martin : Matthew Moorhouse
- Ken Swofford : Farnsworth
- Sal Viviano : Damien
- Julie Adams : Mme Miller
- Carmine Appice : Vinny Apache
- Peter Bontje : Flunkie
- Anthony C.Bua : Tony Ames
- Dave Crichton : M. Miller
- Jesse D'Angelo : Jason Miller
- Carla Ferrigno : Priscilla Farnsworth
- Margaret Groome : Mme Sullivan
- Frank Dietz : Johnny Pratt
- Vincent Pastore : le père de Tony

## Bande originale

### Interprètes
- Marcie Free - chant
- Mick Sweda - guitare solo
- Alex Masi - guitare rythmique
- Carmine Appice - batterie
- Chuck Wright - guitare basse

### Titres
1. Black Roses – "Dance on Fire"
2. Black Roses / Masi – "Soldiers of the Night"
3. Bang Tango – "I'm No Stranger"
4. Black Roses / Masi – "Rock Invasion"
5. Black Roses – "Paradise (We're on Our Way)"
6. Lizzy Borden – "Me Against the World"
7. King Kobra – "Take It Off"
8. David Michael-Phillips – "King of Kool"
9. Tempest – "Streetlife Warrior"
10. Hallow's Eve – "D.I.E."